# Aglia

Afbeelding van Aglaia tau uit de collectie Iconographia Zoologica, van de Universiteit van Amsterdam

Aglia is een geslacht van vlinders uit de familie van de nachtpauwogen (Saturniidae). De wetenschappelijke naam van het geslacht is gepubliceerd in 1810 door Ferdinand Ochsenheimer.

## Soorten
- Aglia homora Jordan, 1911
- Aglia japonica Leech, 1889
- Aglia sinyaevi Brechlin, 2015
- Aglia tau (Linnaeus, 1758) — Tauvlinder
- Aglia vanschaycki Brechlin, 2015